# Fahrenheit 451 (film)
Fahrenheit 451 este un film realizat în anul 1966 de François Truffaut, scenariul având la bază romanul cu același nume de Ray Bradbury. Filmul este regizat de François Truffaut, avându-i în rolurile principale pe Julie Christie, Cyril Cusack și Oskar Werner. Într-un viitor opresiv, un pompier a cărui datorie este de a distruge toate cărțile începe să pună la îndoială sarcina lui. Temperatura de 451 grade Fahrenheit (aprox. 233°C) este declarată a fi "temperatura la care hârtia începe să ardă".

## Scenariul
Scenariul este aparent simplu: Montag este un „pompier” eficient, în pragul unei viitoare avansări, într-o lume (incredibilă) în care cartea, de orice natură ar fi ea, este cel mai mare și, poate, singurul dușman adevărat al omului acelor vremuri (viitoare, probabil). Misiunea lui (primară – dar și singura pentru că este exclus faptul ca pompierii ar fi luptat vreodată împotriva flăcărilor) este aceea de a detecta oamenii care dețin cărți (fapt totalmente ilegal), de a le percheziționa locuințele, cotloanele mobilierului și locurile ascunse (care sunt dintre cele mai ciudate) pentru a pune mâna pe toate cărțile, care sunt strânse, mai apoi, în saci și arse – proces care imprimă o bucurie devastatoare în sufletele acestor pompieri; o mulțumire de necrezut, sălbatică, oglindită crud in privirile lacome și satisfăcute, ca de canibali prea înfometați. În lipsa acestor neobișnuite activități, ei devin instructori pentru viitorii lor înlocuitori – elevi și studenți. Orele de studiu susținute sunt parcă de râs sau parcă de plâns – se fac demonstrații despre cum se caută sau se ascunde o carte, un fișier, o sursă scrisă de informare. 
Cărțile sunt condamnate pentru că „îi fac pe oameni nefericiți”, îngândurați și antisociali; sunt „prostii care pot înnebuni omul” și “cei care le citesc devin nemulțumiți de viețile lor”. Biografiile sunt „povești despre morți”, iar fericirea este posibilă doar cu prețul egalității (un fel de comunism – în fond, toți locuitorii se numesc, între ei, „veri”). Este o lume imbecilizată prin excelență. Aici, știrile relatează evenimente de „mare importanță” statală, adică faptul că, într-o anume zi, au fost descoperite și arse „n” kilograme de cărți. Este o lume a oamenilor sterili unde lecturarea, desigur, este un act interzis și profan, dar când Montag se hotărăște ferm să descopere conținutul unei cărți („Trebuie să citesc. Am de recuperat totul!”), el citește extrem de greoi, aproape literal, urmărind paragrafele cu degetul și neomițând nimic din lectura sa – aceasta însemnând informații suplimentare, cum ar fi: editura, anul, localitatea, codul de înregistrare al cărții etc.
Oamenii abuzează de droguri, consumă foarte de multe pastile, probabil și ca înlocuitor al hranei, și – fapt remarcabil și strident – acestea nu au denumiri. Lucrurile, nu doar pastilele, se recunosc după culoare și după o cifră specifică, atașată. Oamenii se tem de denumiri, este o lume desemantizată, impersonală, rece. Rostirea unor cuvinte (ca „război”, „iubire” etc) este aproape un sacrilegiu. Ei își mai amintesc vag care este sensul lor sau că acestea au existat cu adevărat. Aici domină o frică naivă de recunoaștere, totul este înstrăinat, generalizat sau îndepărtat, omis. Ei practică o (aparentă) uitare impusă. În sinea lor se regăsesc, rar, semne ale civilizației părăsite… 
Monopolul, așa cum era de așteptat, aparține televiziunii, plină de programe stupide, ilogice, absurde, inutile, cu scopuri de pacifism extrem (și nejustificat); emisiunile răspund preocupărilor minuțioase pentru înfrumusețare a doamnelor, pentru întreținerea mediului casnic - spațiu care nu pare a fi părăsit. Străzile sunt mai mereu pustii, iar oamenii nu se pot dezlipi din fața fascinantului ecran.
Deși pare de necrezut, societatea aceasta mai are și cazuri izolate de iubitori ai cărților. Ei ripostează în acest loc unde sunt lipsiți de șansa libertății; nu se feresc să strige, să critice realul: „Nu trăiți, vă omorâți timpul!”. Ei (re)cunosc misterul și-l afirmă: „Cărțile astea aveau viață în ele. Mi-au vorbit.”. Unii le mănâncă interpretând ad litteram sintagma „hrană spirituală”: pentru suflet și pentru minte –  de frică să nu le ardă cineva. Sau, în mod tragic, refuză să-și părăsească locuințele-biblioteci și acceptă să fie arși de vii, acolo, în mijlocul cărților, tărâm nespus de drag care le cere sacrificiul suprem – al morții acceptate și încuviințate cu durere.   
Dar și mai incredibil este că toți acești iubitori de cultură, de lectură, de cuvinte, de idei, au cu adevărat un tărâm al lor. E departe, la marginea pădurii, pe urmele unei căi ferate împăienjenite de vegetație, demult nefolosită, de pe vremea când oamenii obișnuiau (încă) să citească.
Aceasta este fabuloasa împărăție a oamenilor-cărți, adică a acelor oameni care au renunțat la identitatea umană și au adoptat-o pe cea a unei cărți (preferate) pe care au învățat-o pe de rost, de la cap la coadă și pe care o recită, cu drag și bucurie, oricui e dornic să cunoască. Ei sunt „pe dianafară vagabonzi, pe dinăuntru biblioteci” și se recomandă călduros: „Eu sunt Jurnalul lui Henri Brulard de Stendhal.”  

## Distribuție
- Oskar Werner - Guy Montag
- Julie Christie - Linda Montag/Clarisse
- Cyril Cusack - Captain
- Anton Diffring -Fabian
- Jeremy Spenser - omul care mănâncă un măr
- Bee Duffell - o femeie cu o carte
- Noel Davis - Cousin Midge on TV
- Edward Kaye -judoka la TV (nemenționat)
- Mark Lester - al doilea elev (nemenționat)
- Tom Watson - instructor (nemenționat)

### Oamenii carte
Doar Alex Scott este menționat
- Alex Scott : Vie de Henry Brulard de Stendhal
- Michael Balfour : The Prince de Niccolò Machiavelli
- Yvonne Blake : Anti-semite and Jew de Jean-Paul Sartre, tradus în engleză din originalul în franceză: "Réflexions sur la question juive".
- Fred Cox : Pride and Prejudice Partea 1 (denumit Pride)
- Frank Cox : Pride and Prejudice Partea a 2-a (denumit  Prejudice) de Jane Austen)
- Judith Drinan : Republica de Platon
- Denis Gilmore : Chronicling Mars de Ray Bradbury
- David Glover : The Pickwick Papers de Charles Dickens
- John Rae : Weir of Hermiston de Robert Louis Stevenson
- Earl Younger : nepotul lui Weir of Hermiston